# Thaumatogelis fragosus
Thaumatogelis fragosus är en stekelart som beskrevs av Schwarz 2001. Thaumatogelis fragosus ingår i släktet Thaumatogelis och familjen brokparasitsteklar. Inga underarter finns listade i Catalogue of Life.